# العلاقات الإسرائيلية التوفالية
العلاقات الإسرائيلية التوفالية هي العلاقات الثنائية التي تجمع بين إسرائيل وتوفالو.

## مقارنة بين البلدين
هذه مقارنة عامة ومرجعية للدولتين:
| وجه المقارنة                                              | إسرائيل                                                             | توفالو                         |
| --------------------------------------------------------- | ------------------------------------------------------------------- | ------------------------------ |
| المساحة (كم2)                                             | 20.77 ألف                                                           | 26                             |
| عدد السكان (نسمة)                                         | 8.89 مليون                                                          | 11.19 ألف                      |
| الكثافة السكانية (ن./كم²)                                 | 428.02                                                              | 43.04 ألف                      |
| العاصمة                                                   | القدس                                                               | فونافوتي                       |
| اللغة الرسمية                                             | اللغة العبرية، اللغة العربية                                        | اللغة التوفالوية، لغة إنجليزية |
| العملة                                                    | شيكل إسرائيلي جديد، شيكل إسرائيلي قديم، جنيه فلسطيني، جنيه إسرائيلي | دولار توفالو                   |
| الناتج المحلي الإجمالي (بليون دولار)                      | 350.85 مليار                                                        | 39.73 مليون                    |
| الناتج المحلي الإجمالي (تعادل القوة الشرائية) بليون دولار | 306.51 مليار                                                        | 38.93 مليون                    |
| الناتج المحلي الإجمالي الاسمي للفرد دولار أمريكي          | 35.73 ألف                                                           | 3.29 ألف                       |
| الناتج المحلي الإجمالي للفرد دولار أمريكي                 | 36.58 ألف                                                           | 3.77 ألف                       |
| مؤشر التنمية البشرية                                      | 0.899                                                               |                                |
| رمز المكالمات الدولي                                      | +972                                                                | +688                           |
| رمز الإنترنت                                              | .il                                                                 | .tv                            |
| المنطقة الزمنية                                           | توقيت إسرائيل، Israel Summer Time ‏                                  | ت ع م+12:00                    |

## منظمات دولية مشتركة
يشترك البلدان في عضوية مجموعة من المنظمات الدولية، منها:
| علم المنظمة | اسم المنظمة                   | تاريخ انضمام إسرائيل | تاريخ انضمام توفالو |
| ----------- | ----------------------------- | -------------------- | ------------------- |
|             | مؤسسة التنمية الدولية         | 22 ديسمبر 1960       | 24 يونيو 2010       |
|             | الأمم المتحدة                 | 11 مايو 1949         | 5 سبتمبر 2000       |
|             | البنك الدولي للإنشاء والتعمير | 12 يوليو 1954        | 24 يونيو 2010       |
|             | الاتحاد الدولي للاتصالات      | 24 يونيو 1948        | 15 أغسطس 1996       |
|             | يونسكو                        | 16 سبتمبر 1949       | 21 أكتوبر 1991      |
|             | الاتحاد البريدي العالمي       | ?                    | ?                   |

## وصلات خارجية
- موقع وزارة الخارجية الإسرائيلية